# Aden Gillett
Aden Gillett (Aden, 8 novembre 1958) è un attore britannico, noto per aver recitato nel ruolo di Jack Maddox nella serie televisiva della BBC The House of Eliott.
Nato John Aden Gillett ad Aden nello Yemen, città da cui ha preso il nome, è attualmente sposato con l'attrice Sara Stewart, con la quale ha due figli.
Ha recitato spesso a teatro, in ruoli quali Mr. Banks in Mary Poppins o Benedick in Molto rumore per nulla. Per quanto riguarda il cinema, è apparso ne I rubacchiotti (1997) e Il caso Winslow (1999), mentre in televisione ha interpretato Robin Hood nella serie televisiva del 1997 Ivanhoe (1997) e Peter Townsend, l'amore proibito della principessa Margaret, in The Queen's Sister del 2005. Infine, è apparso nello sketch show Harry Enfield's Television Programme.

## Filmografia parziale

### Cinema
- I rubacchiotti (The Borrowers), regia di Peter Hewitt (1997)
- Il caso Winslow (The Winslow Boy), regia di David Mamet (1999)
- L'ombra del vampiro (Shadow of the Vampire), regia di E. Elias Merhige (2000)
- The Foreigner, regia di Martin Campbell (2017)

### Televisione
- L'ispettore Barnaby (Midsomer Murders) – serie TV, episodi 13x04-18x05 (2010-2016)
- Holby City – serie TV, 20 episodi (2013-2014)